# ことの終わり
『ことの終わり』（ことのおわり、原題：The End of the Affair）は、1999年制作のイギリス・アメリカ合作映画。グレアム・グリーンの小説『情事の終り』の映画化作品で、この小説はグリーンの実体験に基づいている。1940年代のロンドンとブライトンを舞台に、第二次大戦前後の風物やファッションを丁寧に再現した点が評価された。恋愛映画ではあるが、冒頭、モーリス・ベンドリクスがタイプする手記から「謎」が提示され、それがエンディングまでに徐々に明らかになるという一種の枠物語の展開である。日本公開時はR-15指定。

## ストーリー
1940年代のロンドン。小説家のモーリスは知り合いの高級官僚ヘンリーから、ヘンリーの妻サラが浮気をしているのではないかと相談を持ちかけられる。モーリスとサラは以前愛人関係にあったが、サラが一方的に突然関係を打ち切った理由がモーリスにはわからなかった。今の浮気相手が誰なのか知りたいと思ったモーリスは、探偵を雇ってサラを調査することにした。

## キャスト
括弧内は日本語吹替。
- モーリス・ベンドリクス - レイフ・ファインズ（井上倫宏）
- サラ・マイルズ - ジュリアン・ムーア（日野由利加）
- ヘンリー・マイルズ - スティーヴン・レイ（伊藤和晃）
- パーキス - イアン・ハート（原康義）
- スマイス神父 - ジェイソン・アイザックス（水内清光）

## 受賞・ノミネート
- 第72回アカデミー賞
  - ノミネート - 主演女優賞、撮影賞
- 2000年ゴールデングローブ賞
  - ノミネート - 作品賞、監督賞、主演女優賞、音楽賞
- 第6回全米映画俳優組合賞
  - ノミネート - 主演女優賞
- 1999年シカゴ映画批評家協会賞
  - ノミネート - 主演女優賞
- 1999年USCスクリプター賞（原作を生かした脚本に贈られる）
  - ノミネート
- 1999年度英国アカデミー賞映画部門
  - 受賞 - 脚色賞
  - ノミネート - 主演女優賞、主演男優賞、撮影賞、衣装賞、監督賞、作品賞、音楽賞、メイクアップ賞、美術賞
- 2001年ロンドン映画批評家協会賞
  - ノミネート - 主演女優賞、主演男優賞、脚本家賞、作品賞
- イブニング・スタンダード映画賞
  - ノミネート - 脚色賞